# Sao nhái đỏ
Sao nhái đỏ (danh pháp khoa học: Cosmos diversifolius) là một loài thực vật có hoa trong họ Cúc. Loài này được Otto mô tả khoa học đầu tiên năm 1871.